# Selwyn Vatu
Selwyn Vatu (13 de junio de 1998) es un futbolista vanuatuense que juega en la demarcación de defensa para el ABM Galaxy FC de la VFF Champions League.

## Selección nacional
Tras jugar en varias categorías inferiores de la selección, finalmente hizo su debut con la selección absoluta el 23 de noviembre de 2017 en un encuentro amistoso contra Estonia que finalizó con un resultado de 0-1 a favor del combinado estonio tras el gol de Frank Liivak.

## Clubes
| Club                  | País    | Año       | Partidos | Goles |
| --------------------- | ------- | --------- | -------- | ----- |
| Shepherds United FC   | Vanuatu | 2016-2017 |          |       |
| Erakor Golden Star FC | Vanuatu | 2018      | 3        | 0     |
| Malampa Revivors FC   | Vanuatu | 2019      | 3        | 0     |
| Shepherds United FC   | Vanuatu | 2019      | 2        | 0     |
| ABM Galaxy FC         | Vanuatu | 2019-     | 7        | 0     |